# Galumna swezeyi
Galumna swezeyi är en kvalsterart som först beskrevs av Arthur P. Jacot 1928.  Galumna swezeyi ingår i släktet Galumna och familjen Galumnidae. Inga underarter finns listade i Catalogue of Life.